# 7170 Лівсі
7170 Лівсі (7170 Livesey) — астероїд головного поясу, відкритий 30 червня 1987 року.
Тіссеранів параметр щодо Юпітера — 3,311.